# Salsa Celtica
Salsa Celtica est un groupe britannique de musiques du monde, originaire d'Écosse.

## Histoire
Le groupe est formé en 1995 par des musiciens de la scène jazz et folk de la scène écossaise. En 1997, ils partent à Cuba pour enrichir leur salsa d'influences de la musique cubaine. Ils sortent leur premier album, Monstruos y Demonios, Angels and Lovers, bien reçu par le public et la critique[réf. nécessaire], ce qui les conduit à entamer une tournée dans tout le Royaume-Uni et à participer à divers festivals de musique celtique, de jazz et de folk. Ils tourneront ensuite en Europe, en Amérique du Nord et en Asie du Sud-Est
En 1998, ils participent à la fête d'Hogmanay à Édimbourg devant 40 000 spectateurs, événement diffusé en direct par la télévision britannique. En 1999, le groupe revient à Cuba, à La Havane et à Santiago de Cuba, invités par le Conjunto Folklorico de Cutumba.
En 2003, El Agua de la Vida atteint la 5e place des ventes de musiques du monde en Europe.
L'album sort aussi aux États-Unis en tant que premier disque du label Compass Records. En 2004, ils partent en tournée dans le Royaume-Uni et donneront un concert au Queen Elizabeth Hall à Londres. Toujours en 2004, le journal Evening Standard écrit une bonne critique de El Agua de la Vida[réf. nécessaire]. En 2006, Salsa Celtica figure sur la bande originale du film Leçons de conduite de Jeremy Brock (avec entre autres acteurs Rupert Grint, Laura Linney et Julie Walters). En 2007, ils sont en nomination pour les BBC Radio 2 Folk Awards, catégorie « meilleure chanson folk » pour leur reprise du traditionnel Grey Cockerel (Grey Gallito), avec la chanteuse et violoniste Eliza Carthy (en).
Des membres de Salsa Celtica et de Rumba Caliente forment un orchestre de soul latine de 11 musiciens, le Grupo Magnético, dont Toby Shippey, Angelica Lopez et Ricardo Fernandez Pompa. En 2018, ils sortent un album, Positivo. En juin 2019, ils jouent au Glastonbury Festival.

## Membres

### Membres actuels
- Toby Shippey - trompette
- Dougie « El Pulpo » Hudson - congas
- Adam Sutherland - fiddle (sorte de violon)
- Phil Alexander - piano
- David « Demus » Donnelly - basse
- Steve Kettley - saxophone, flûte, guimbarde
- Éamonn Coyne - banjo, guitare ténor
- Fraser Fifield - cornemuse, flûte irlandaise, saxophone
- Ryan Quigley -  trompette
- David « El Chimpo » Robertson -  bongos, percussions
- Chris Stout - fiddle
- Eric Alfonso - timbales
- Letchimy Axel - danseur salsa

### Anciens membres
- Stevie Christie
- Paul Harrison
- Galo Ceron-Carrasco
- Jenny Gardner
- Martyn Bennett
- Andi Neate
- Lino Rocha

## Discographie
- 1997 : Monstruos y Demonios, Angels and Lovers (Eclectic Records)
- 2000 : The Great Scottish Latin Adventure (Greentrax Recordings)
- 2003 : El Agua De La Vida (Greentrax Recordings)
- 2006 : El Camino (Discos León)
- 2010 : En Vivo En El Norte (Discos León)
- 2014 : The Tall Islands